# ПМД-6
ПМД-6 — протипіхотна фугасна міна натискної дії. Призначена для виведення з ладу живої сили противника внаслідок руйнування нижньої частини ноги (стопи): міни спрацьовують у момент натискання ногою на кришку міни (датчик цілі), а потім відбувається детонація цього виробу.

## Тактико-технічні характеристики міни ПМД-6
| Характеристика                      | Значення                                |
| ----------------------------------- | --------------------------------------- |
| Тип міни                            | протипіхотна фугасна натискної дії      |
| Корпус                              | дерево                                  |
| Вага міни                           | 0.46 кг                                 |
| Вага вибухової речовини             | 0.2 кг                                  |
| Тип вибухової речовини              | Тротил                                  |
| Довжина                             | 190 мм                                  |
| Ширина                              | 90 мм                                   |
| Висота                              | 45 мм                                   |
| Підривник                           | МУВ, МУВ-2 або МУВ-3 з Т-подібною чекою |
| Зусилля спрацювання                 | 1.12 кгс                                |
| Температурний діапазон застосування | визначається підривником                |
| Забарвлення                         | зелене/сіре                             |
| Спосіб встановлення                 | вручну                                  |

## Модифікації ПМД-6М[1]
| Характеристика                      | Значення                                |
| ----------------------------------- | --------------------------------------- |
| Тип міни                            | протипіхотна фугасна натискної дії      |
| Корпус                              | дерево                                  |
| Вага міни                           | 0.49 кг                                 |
| Вага вибухової речовини             | 0.2 кг                                  |
| Тип вибухової речовини              | Тротил                                  |
| Довжина                             | 200 мм                                  |
| Ширина                              | 90 мм                                   |
| Вистона                             | 50 мм                                   |
| Підривник                           | МУВ, МУВ-2 або МУВ-3 з Т-подібною чекою |
| Зусилля спрацювання                 | 6-28 кгс                                |
| Температурний діапазон застосування | визначається підривником                |
| Спосіб встановлення                 | вручну                                  |